# Ramon Peris-March
Ramon Peris-March (Barcelona, 25 de novembre de 1959) és un actor català.

## Biografia
Des del 1991 treballa al Club Super 3. Fins al 2001 va interpretar el Petri, l'encarregat de rebre els missatges dels 'súpers' en el seu "Petrifax" durant la primera època del club. Després de deixar el personatge va seguir lligat al Club, on ha fet de 'coach' dels actors més joves i ha preparat els espectacles de la Festa dels Súpers.